# Абгар VI
Абгар VI — правитель Осроены в 71—91 годах из династии Абгаридов.
Предшественником Абгара VI на троне был Ману VI. По предположению, в частности, Дж. Сегала, Абгар VI правил в 71—91 годах. Затем в стране наступил период междуцарствия, продолжавшийся до 109 года, когда на престол Осроены взошёл Абгар VII. Возведённая Абгаром VI в 88—89 годах башня-усыпальница была охарактеризована как величественное произведение искусства.